# 다치바나역
다치바나역(일본어: 立花駅, たちばなえき)은 일본 효고현 아마가사키시에 있는, 서일본 여객철도의 도카이도 본선(JR 고베 선) 상의 역이다.
도카이도 본선 상에서 이 역부터 고베 방면으로는 고베 지사가 관리하며, 아마가사키 역부터 동쪽으로는 오사카 지사가 관리하고 있다.

## 개요
2면 4선식 섬식 플랫폼을 가지고 있는 지상역으로, 엘리베이터가 설치된 교상역사가 있다. 보통 열차만 정차하는 역이기 때문에 안쪽의 2, 3번 승강장만 사용하므로, 평소에는 외측선에 간이 펜스가 설치되어 있다.
J스루 카드, ICOCA 및 PiTaPa (스룻토 간사이 협의회) 등을 사용할 수 있다.
역 서측에는 간선 도로의 육교가 있으며, 육교 상에는 버스 정류장이 설치되어 있으며, 역사와의 직접 통행이 가능하다.

### 승강장
↑산노미야·히메지 방면

| １２ | | ３４ |

오사카·교토 방면↓
| 1 | ●JR 고베 선 (하행 외측선) | 통과열차만 존재, 폐쇄되어 있음         |
| 2 | ●JR 고베 선 (하행 내측선) | 산노미야·니시아카시·히메지 방면        |
| 3 | ●JR 고베 선 (상행 내측선) | 아마가사키·오사카·기타신치역·교토 방면 |
| 4 | ●JR 고베 선 (상행 외측선) | 통과열차만 존재, 폐쇄되어 있음         |

## 이용 현황
2006년도의 1일 평균 승차인원 수는 약 26, 539명으로 보통 열차(각 역 정차)만 정차하는 역 중에서는 서일본 여객철도 내 최다 승차량이다 (서일본 여객철도 관내 31위).

## 역 주변
주변은 재개발 사업 이후, 도로와 상업 시설 등의 정비가 진행되고 있다. 현재도 근대적인 거리 풍경이 펼쳐진 지역이며, 아마가사키 시청과 제일 가까운 역이다.
역을 중심으로 한 방사형의 도로가 뻗어 있으며, 이것은 다치바나 역 개업 직전에 주변의 주택을 개발했던 흔적이다. 북측에는 현재도 흔적이 알아보기 쉽게 남아있지만, 남측은 재개발로 인하여 알아보기가 어렵다. 역의 북쪽 출구로는 상점가 및 아케이드가 위치하고 있으며, 남쪽 출구로는 시영 버스 등이 발착하고 있다. 또한, 재개발 사업에 따라 2000년에 생긴 높이 100m 급의 고층 아파트 '페스타 다치바나' 두개 동 및 복합 상업 시설 빌딩이 위치하고 있으며, 이들 시설과 역의 보행자 중심 연계도 잘 되어있다.
역 주변은 주택도 많아, 꽤 오랜 시간 동안 아마가사키 역보다도 승객이 많았었지만, JR 도자이 선 개업 이후 아마가사키 역의 승차량 증가로 역전 되었다. 하지만, 다치바나 역의 승강객 수는 현재도 쾌속 등의 우등 열차가 통과하는 역 중에서는 매우 높은 수준이다.
이전에는 '역전 방치 자전거 수 전국 3위'안에 들어 TV 등에서도 방송되었지만, 페스타 다치바나 완성 등, 재개발 사업 이후에는 자전거 보관소를 증설한 덕분에 현재 남측의 방치 자전거는 많이 사라졌다. 하지만, 재개발이 그다지 진행되지 않은 북측의 경우에는 아직도 방치된 자전거의 수가 줄지 않고 있다.

## 버스 노선
한신버스가 운행하는 노선버스가 출발하고 도착한다.
승강장은 도의선 육교 위에 있는 'JR 다치바나(위)' 1, 2번 승강장과 남구 로터리에 있는 'JR 다치바나(아래)' 3, 4, 5번 승강장으로 나뉜다. 한신선인 이타미 다치바나선을 제외한 모든 노선이 아마가사키 시내선이다.
| 승강장 | 승강장 | 계통・            | 목적지                      | 비고                                            |
| ------ | ------ | ----------------- | --------------------------- | ----------------------------------------------- |
| 위     | 1      | 이타미 다치바나선 | 가나이초                    |                                                 |
| 위     | 1      | 14                | 한큐 쓰카구치               |                                                 |
| 위     | 1      | 30                | 한큐 쓰카구치               |                                                 |
| 위     | 1      | 15                | 한큐 무코노소               |                                                 |
| 위     | 1      | 47                | 무코 영업소                 | 일부는 한큐 무코노소 정류장 정차                |
| 위     | 1      | 47-2 AD1          | 무코 영업소                 |                                                 |
| 위     | 2      | 14                | 한신데야시키                |                                                 |
| 위     | 2      | 15                | 한신 아마가사키             |                                                 |
| 위     | 2      | 30                | 무코가와/리서치코어 앞      | 일부는 리서치 코어에 정류장 정차                |
| 위     | 2      | 47 47-2           | 무코가와                    |                                                 |
| 위     | 2      | AD1               | 아마가사키 드라이브 학교 앞 |                                                 |
| 아래   | 3      | 43 43-2           | 한신 아마가사키             |                                                 |
| 아래   | 3      | 49                | 한신데야시키                | 평일 오전 2편만 운행, 14번과는 경유지가 다르다. |
| 아래   | 3      | 50 50-4           | JR 아마가사키               |                                                 |
| 아래   | 3      | 50-2              | 한신쿠이세                  | 평일만                                          |
| 아래   | 3      | 55                | JR 아마가사키               |                                                 |
| 아래   | 4      | 43                | 미야노키타단치              |                                                 |
| 아래   | 4      | 43-2              | 무코 영업소                 |                                                 |
| 아래   | 4      | 49                | 한큐 무코노소               | 평일 오전 2편만 운행.                           |
| 아래   | 4      | 55                | 한큐 무코노소               | 15번과 경유지가 조금 다르다(49번도 마찬가지).   |
| 아래   | 4      | 50-2              | 한신데야시키                |                                                 |
| 아래   | 4      | 50-4              | 무코가와                    |                                                 |
| 아래   | 5      | 60                | 스에히로초                  | 도착은 (위) 1번 승강장                          |

## 역사
- 1934년 7월 20일 - 일본국유철도의 역으로 개업. 여객 취급.
- 1970년 10월 - 역사 개축 (교상 역사).
- 1987년 4월 1일 - 일본국유철도 분할 민영화에 따라서, 서일본 여객철도의 역이 됨.

## 인접한 역
| 서일본 여객철도 도카이도 본선 | 서일본 여객철도 도카이도 본선 | 서일본 여객철도 도카이도 본선 |
| ----------------------------- | ----------------------------- | ----------------------------- |
| 아마가사키 교토 방면          | ■ JR 고베 선 보통             | 고시엔구치 니시아카시 방면    |